# Scilla morrisii
Scilla morrisii є критично загроженим видом рослин родини Asparagaceae. Це ендемік чагарникової рослинності середземноморського типу на острові Кіпр.

## Опис
Це багаторічна трав'яниста рослина, що досягає 35 см у висоту. Має 3–6 товстих прямих листків довжиною до 70 см і шириною від 0.5 до 1.5 см. Квітки мають форму зірки, дрібні і зазвичай забарвлені у пурпуровий, синій або білий колір. Період цвітіння — з березня по квітень.
Як багаторічна рослина зимує у вигляді цибулини, яка запасає поживні речовини. Як і всі види цього роду, він дещо токсичний.

## Поширення і середовище проживання
Вид є ендемічним для північно-західної частини Кіпру і відомий лише з трьох місць (два поблизу села Панагія та одне біля монастиря Агіос Неофітос). Здається, він віддає перевагу висоті 250–900 м, де росте у вологих ущелинах, часто під старими дубами та теребінтами.